# A Southern Soldier’s Sacrifice
A Southern Soldier's Sacrifice és una pel·lícula muda de la Vitagraph dirigida per William J. Humphrey i protagonitzada per ell mateix, James Young i Rose Tapley. La pel·lícula, d'una bobina, es va estrenar l'1 de novembre de 1911.

## Argument
Harry i Dick Linden són dos germans que estan enamorats de la mateixa dona, Virginia Farnum. Un dia ella dona a Dick una rosa vermella que vol dir “t’estimo” i una branca de romaní a Harry que significa “et recordo”. Això encoratja els dos germans a seduir la noia però poc després esclata la Guerra Civil dels Estats Units. Harry s'enllista amb els confederats mentre que Dick ho fa amb els de la Unió. Dick, disfressat d'afroamericà es enviat a espiar l'exèrcit enemic i penetra en el campament o es troba el seu germà fent la guàrdia. Dick és capturat i reclòs a la caseta de guàrdia. Harry el reconeix, tot i que el seu germà no ho fa, i el commina a intercanviar-se la roba per tal que pugui escapar-se. Més tard Harry és condemnat a mort per traïdoria. Mentre es troba a casa seva a Virginia, Dick llegeix als diaris la mort del seu germà. En aquell moment descobreix que va ser el seu germà que el va alliberar i el seu dolor no té límit. Virginia consola Dick i la pel·lícula augura un final feliç.

## Repartiment
- William J. Humphrey (Harry Linden)
- Rose Tapley (Virginia Farnum)
- James Young (Dick Linden)
- Alec B. Francis
- Anne Schaefer